# Lehen (Weidenberg)
Lehen ist ein Gemeindeteil des Markts Weidenberg im Landkreis Bayreuth (Oberfranken, Bayern). Die Gemarkung Lehen hat eine Fläche von 4,335 km². Sie ist in 498 Flurstücke aufgeteilt, die eine durchschnittliche Fläche von 8703,90 m² haben. In ihr liegen neben dem namensgebenden Ort die Gemeindeteile Glotzdorf, Hartmannsreuth, Haselhöhe und Letten.

## Lage
Das Dorf liegt südöstlich von Bayreuth zwischen dem Schlehenberg und dem Pensen am Hang und im Talgrund der Ölschnitz. Sein Gebiet grenzt an die folgenden Flurgemarkungen: gegen Osten an jene von Lessau, gegen Süden von Troschenreuth und Emtmannsberg, gegen Westen von Neunkirchen und gegen Norden von Seulbitz und Lankendorf. Nächster Ort ist das ca. 900 m Luftlinie entfernte Stockau.
Die Bundesstraße 22, die bis 1954 durch Lehen führte, tangiert den Ort heute an seinem südlichen Rand.

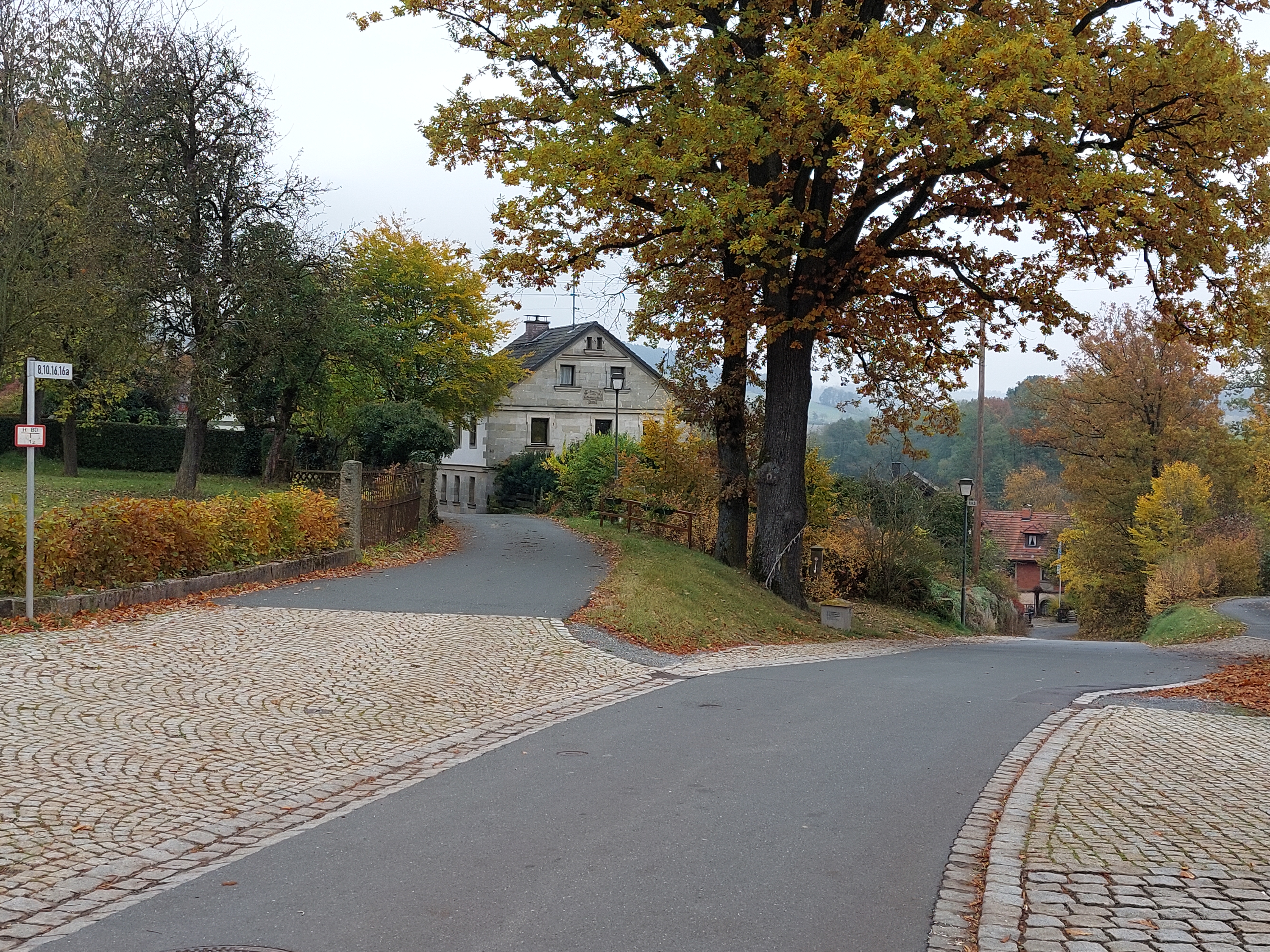
Gefällestrecke (ehemalige B 22) zwischen oberem und unterem Ortsteil
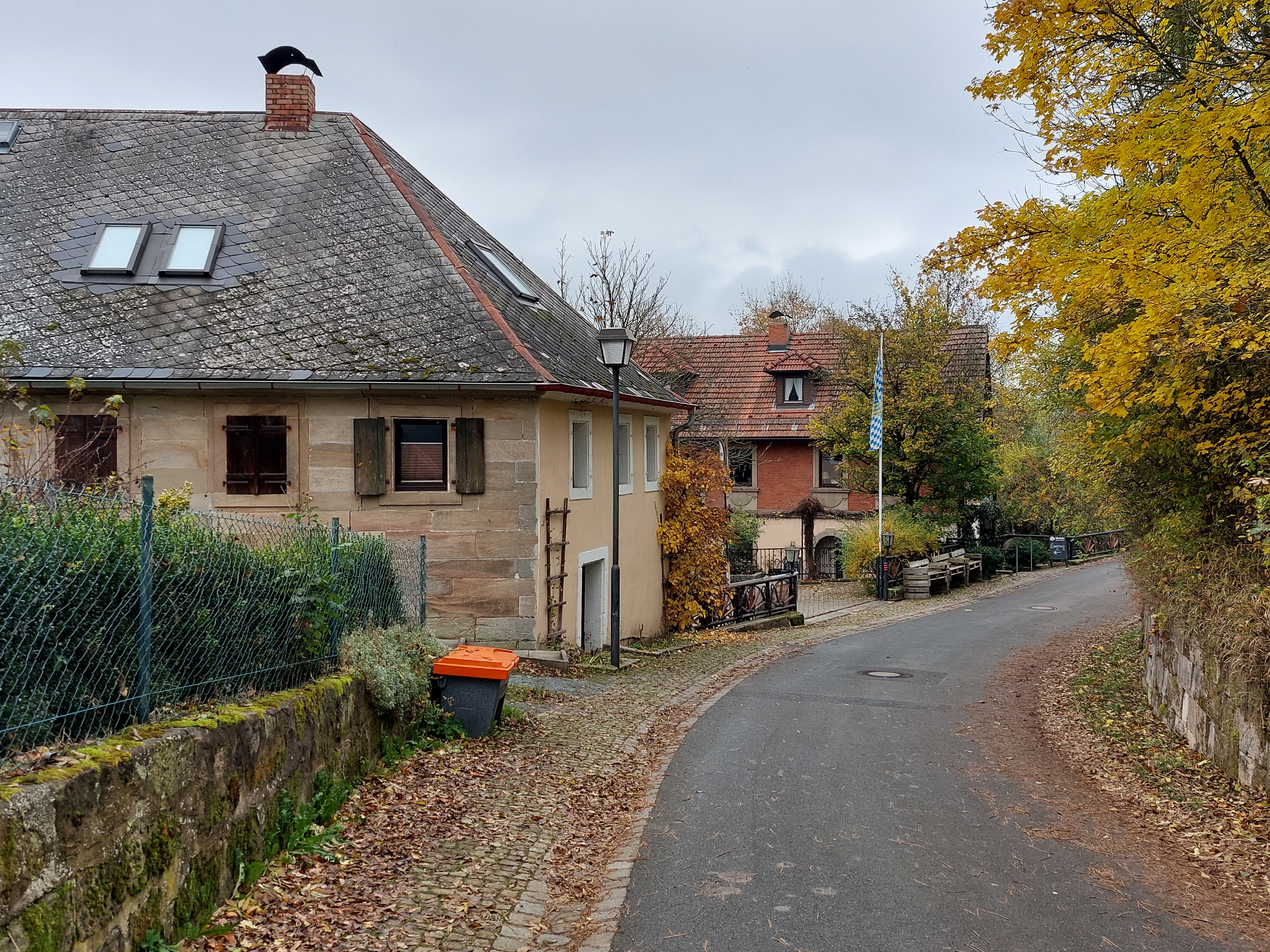
Im Talgrund liegender Ortsteil, hinten die ehemalige Mühle
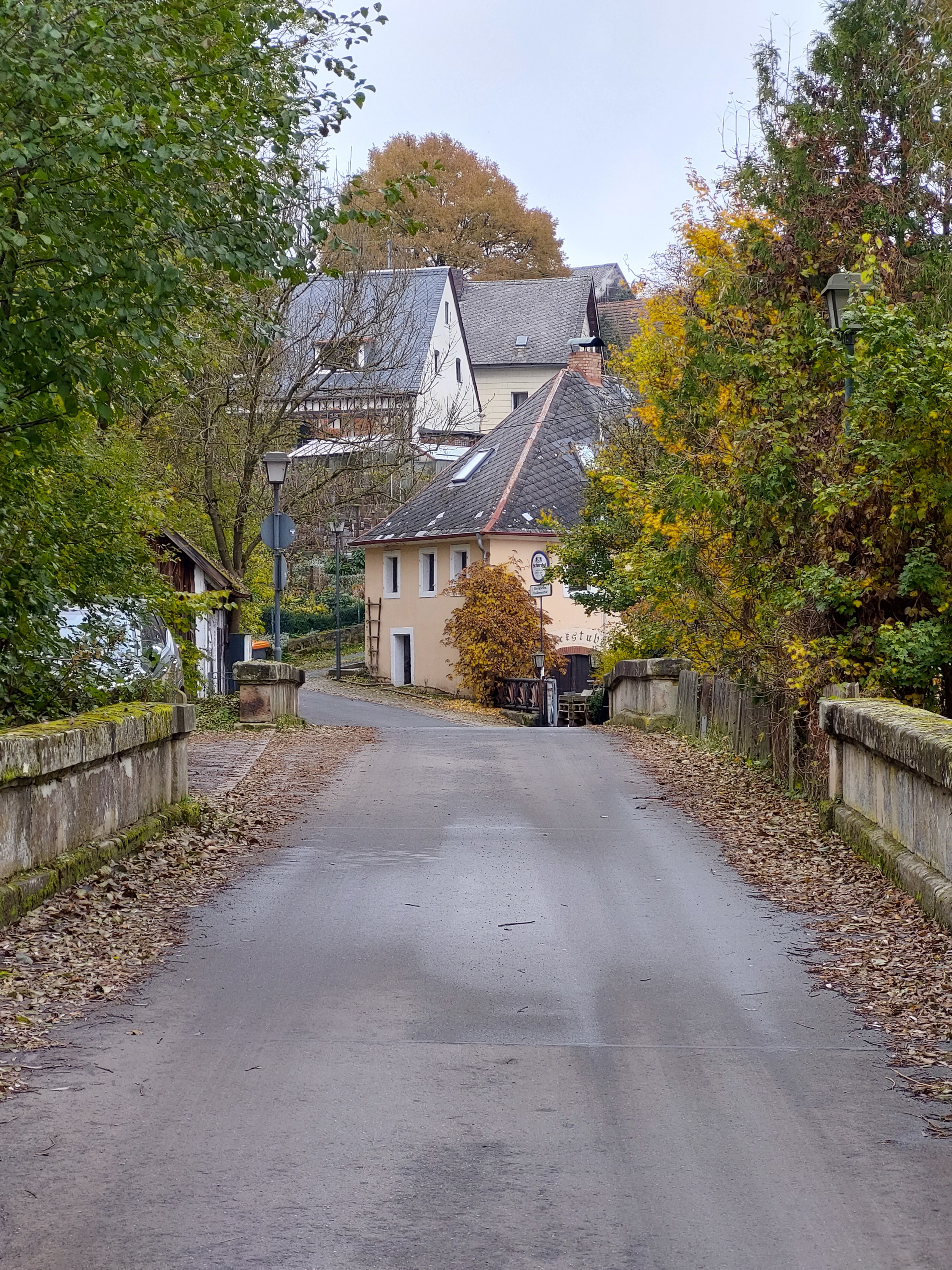
Östlicher Ortseingang von der Brücke über die Ölschnitz gesehen

## Geschichte
Im Jahr 1386 wurde der Ort als Besitz eines Lehnsmanns erstmals urkundlich erwähnt; aus seiner Eigenschaft als Lehen resultiert sein Name. Im Landbuch A von 1398 ist vermerkt: Das Dorf Lehen ist gänzlich unter der Herrschaft „von Sparneck zum Stein“.
Gegen Ende des 18. Jahrhunderts gab es in Lehen 13 Anwesen. Die Hochgerichtsbarkeit stand dem bayreuthischen Stadtvogteiamt Bayreuth zu. Die Dorf- und Gemeindeherrschaft hatte das Hofkastenamt Bayreuth. Grundherren waren das Hofkastenamt Bayreuth (2 Höfe, 1 Halbhof, 1 halbe Mühle) und die Amtsverwaltung Emtmannsberg (1 halbe Mühle, 2 Dreiviertelhöfe, 2 Halbhöfe, 1 Viertelhof, 1 Viertelsölde, 1 Wirtshaus, 1 Tropfhaus).
Von 1797 bis 1810 unterstand der Ort dem Justiz- und Kammeramt Bayreuth. Nachdem im Jahr 1810 das Königreich Bayern das Fürstentum Bayreuth käuflich erworben hatte, wurde Lehen bayerisch. Infolge des Gemeindeedikts wurde Lehen dem Steuerdistrikt Neunkirchen am Main zugewiesen. Zugleich entstand die Ruralgemeinde Lehen, zu der Letten gehörte. Sie war in Verwaltung und Gerichtsbarkeit dem Landgericht Bayreuth zugeordnet und in der Finanzverwaltung dem Rentamt Bayreuth (1919 in Finanzamt Bayreuth umbenannt). Mit dem Gemeindeedikt von 1818 wurde Glotzdorf mit Hartmannsreuth eingemeindet. Etwas später wurden auf dem Gemeindegebiet Haselhöhe und Stockau Bahnhof gegründet. Ab 1862 gehörte Lehen zum Bezirksamt Bayreuth (1939 in Landkreis Bayreuth umbenannt). Die Gerichtsbarkeit blieb beim Landgericht Bayreuth (1879 in Amtsgericht Bayreuth umgewandelt). Die Gemeinde hatte 1964 eine Gebietsfläche von 4,326 km².
1874 wurde die Freiwillige Feuerwehr gegründet, 1910 eine Wasserleitung mit Hochdruckbehälter und Hydranten gebaut. Zwischen 1960 und 1971 wurde ein Flurbereinigungsverfahren durchgeführt. Mit der Eingliederung nach Weidenberg endete am 1. Mai 1978 Lehens Eigenständigkeit als Gemeinde. In den Jahren 1992 bis 1995 wurde der Ort an die gemeindliche Kläranlage Neunkirchen und an die zentrale Trinkwasseranlage Weidenberg angeschlossen.

### Baudenkmäler
- Haus Nr. 6: Ehemalige Mühle[11]
- Zwei Bogenbrücken[11]

### Einwohnerentwicklung
Gemeinde Lehen
| Jahr      | 1822  | 1840   | 1852   | 1855   | 1861   | 1867   | 1871   | 1875   | 1880   | 1885   | 1890   | 1895   | 1900   | 1905   | 1910   | 1919   | 1925   | 1933   | 1939   | 1946   | 1950   | 1952   | 1961  | 1970   |
| Einwohner | 139   | 183    | 198    | 191    | 167    | 193    | 189    | 205    | 206    | 195    | 194    | 188    | 180    | 172    | 159    | 153    | 150    | 142    | 133    | 219    | 211    | 185    | 179   | 202    |
| Häuser    | 24    |        |        |        |        |        | 25     |        |        | 25     | 25     |        | 26     |        |        |        | 23     |        |        |        | 25     |        | 31    |        |
| Quelle    | [ 7 ] | [ 13 ] | [ 13 ] | [ 13 ] | [ 14 ] | [ 15 ] | [ 16 ] | [ 17 ] | [ 18 ] | [ 19 ] | [ 20 ] | [ 13 ] | [ 21 ] | [ 13 ] | [ 22 ] | [ 13 ] | [ 23 ] | [ 13 ] | [ 13 ] | [ 13 ] | [ 24 ] | [ 13 ] | [ 8 ] | [ 25 ] |

Ort Lehen
| Jahr      | 001822 | 001861 | 001871 | 001885 | 001900 | 001925 | 001950 | 001961 | 001970 | 001987 | 002020 |
| Einwohner | 54     | 87     | 84     | 92     | 84     | 76     | 94     | 69     | 74     | 56     | *94    |
| Häuser    | 12     |        |        | 11     | 13     | 11     | 11     | 11     |        | 15     |        |
| Quelle    | [ 7 ]  | [ 14 ] | [ 16 ] | [ 19 ] | [ 21 ] | [ 23 ] | [ 24 ] | [ 8 ]  | [ 25 ] | [ 26 ] | [ 1 ]  |

## Religion
Lehen ist seit der Reformation evangelisch-lutherisch geprägt und nach St. Bartholomäus (Emtmannsberg) gepfarrt.

## Verkehr
Nächster Bahnhof ist Stockau an der Bahnstrecke Weiden–Bayreuth mit Halten von Nahverkehrszügen im angenäherten Stundentakt. In ca. 6 km Entfernung liegt die Anschlussstelle Bayreuth-Süd der Bundesautobahn 9.